# 南京理工大学兵器博物馆
南京理工大学兵器博物馆（英語：The Weapon Museum of NJUST）是一家位于南京的兵器主题博物馆。馆长是贡元庆。

## 历史
2005年建成开馆，位于南京市玄武区孝陵卫街200号南京理工大学内，建筑面积6,000平方米，馆藏藏品6,000余件，馆名由张爱萍将军题写。2009年12月被中国科学技术协会命名为“国家级科普教育基地”。
其中镇馆之宝是一门晋造150毫米榴弹炮。

## 交通
- 南京地铁2号线下马坊站
- 南京地铁2号线孝陵卫站